# Mythe de la création memphite
 (juillet 2025).
Le mythe de la création memphite est un mythe de la création du monde dans la mythologie égyptienne, qui a pour origine la ville de Memphis. La grande diversité du culte de l'Égypte antique se retrouve également dans les mythes de la création qui varient en fonction des régions ; la théologie memphite est l'une des variantes de la cosmogonie et de la théogonie de l'Égypte antique, avec celles d'Héliopolis et d'Hermopolis.

## Le mythe
Il est écrit qu'au début des temps, Ptah le démiurge, issu de Noun, l'océan primordial, prit conscience de son existence. Puis il prit le limon de la terre, créant et modelant l'Homme. Aussitôt son œuvre créatrice terminée, il céda la place à son successeur Rê, le soleil.
Rê, seigneur d'Héliopolis, parcourt chaque jour son domaine dispensant à l'humanité dons et bienfaits. Tous ces efforts ne lui amènent pas la reconnaissance de ces êtres primitifs ni celle de ses descendants les dieux. Rê, vieillissant, s'affaiblit. Isis utilise un subterfuge et lui vole son plus précieux bien, son nom secret. Par cette fourberie, elle devient « la grande magicienne » et surpasse les autres divinités.

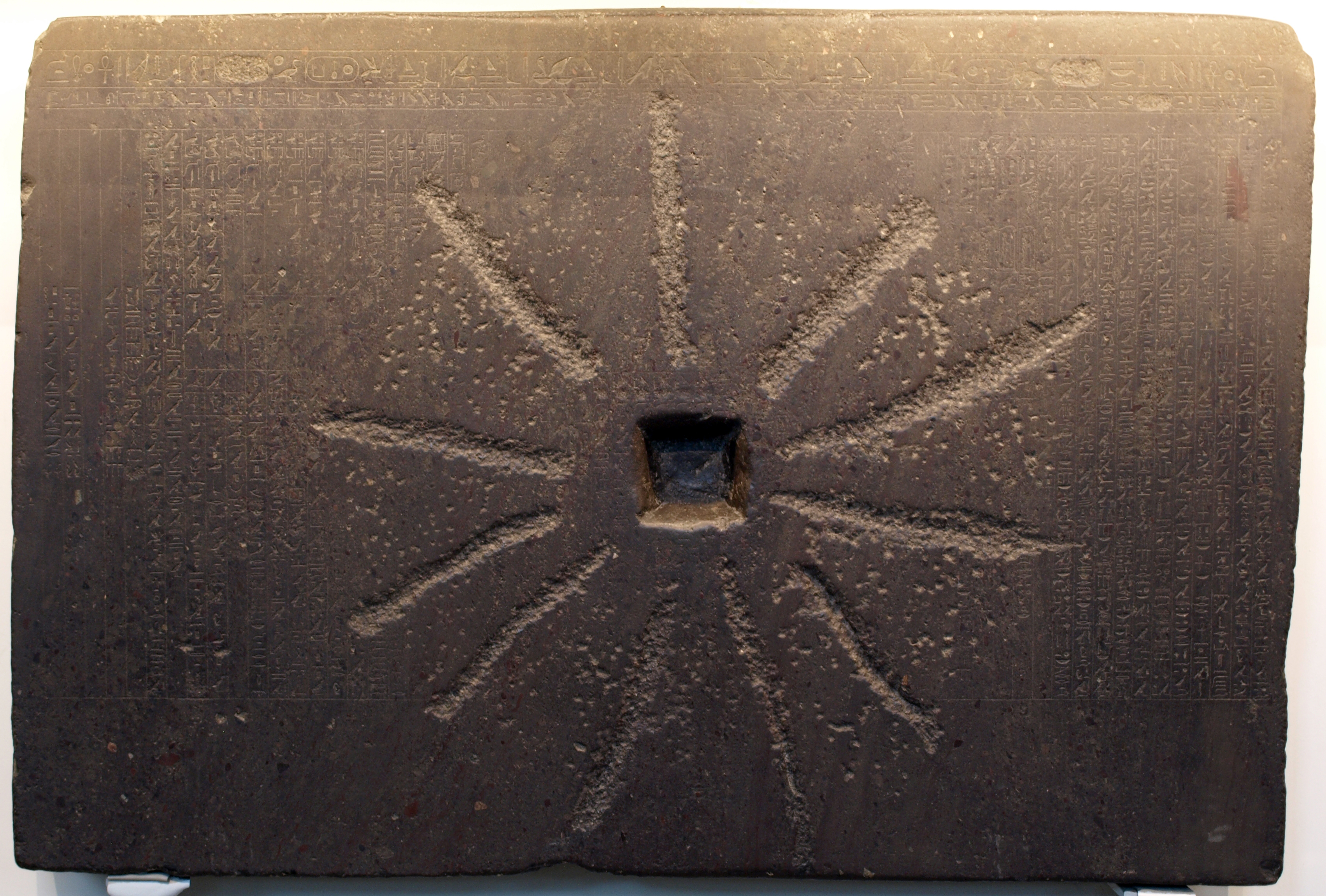
Stèle de Chabaka retrouvée à Memphis

Les malheurs ne s'arrêtent pas là. Les Hommes se mettent à comploter et à se révolter contre leur maître. Aussi veut-il faire un exemple. Il dépêche Sekhmet afin d'exterminer les révoltés. La déesse à tête de lionne massacre sans pitié: « Lorsque je meurtris les Hommes mon cœur est en liesse ! ». La nuit venue elle s'endort... Voyant le carnage le dieu solaire est pris de pitié, décidant d'épargner les survivants. Il fait mélanger au sang humain du suc de mandragore et de la bière, le répand autour de la déesse qui à son réveil savoure, s'enivre et oublie ses victimes.
Fatigué de régner, Rê abdique, prend sa retraite sur le corps de sa fille Nout la déesse ciel, renaissant chaque matin. Puis vient Chou, l'atmosphère Geb, le dieu terre et Osiris.
Nous disposons d'une stèle précieuse, la pierre de Chabaka, retrouvée à Memphis et qui date de Chabaka, pharaon de la XXVe dynastie. Il y est indiqué que le roi fit inscrire dans la pierre un très ancien texte retrouvé parmi les archives de la bibliothèque du temple de Ptah et qui fait état de la création du monde par le dieu Ptah le plaçant ainsi en tant que démiurge préexistant à la création du monde parmi les forces chtoniennes du Noun, l'océan primordial.
C'est par le verbe que la divinité donna naissance au dieu Rê. Une fois venu au monde Rê engendra l'ennéade.
Suit une description des parties du corps de Ptah qui représentent chacune une divinité ; par exemple la langue de Ptah, c'est Thot.